# Hassan Bechara
Hassan Ali Bechara (17. března 1945 Bejrút, Libanon – 24. července 2017) byl libanonský zápasník, reprezentant v zápase řecko-římském. Třikrát startoval na olympijských hrách, v roce 1980 na hrách v Moskvě v kategorii nad 100 kg vybojoval bronzovou medaili. V roce 1968 a 1972 startoval v kategorii do 100 kg, ale ani v jednom případě do bojů o medaile výrazněji nezasáhl.